# بريمية استفهامية
بريمية استفهامية (الاسم العلمي:Leptospira interrogans) هي نوع من البكتيريا تتبع جنس البريمية من فصيلة نظيرات البريمية.